# Красино (Болгарія)
Кра́сино (болг. Красино) — село в Кирджалійській області Болгарії. Входить до складу общини Крумовград.

## Населення
За даними перепису населення 2011 року у селі проживали 67 осіб, усі — турки.
Розподіл населення за віком у 2011 році:
Динаміка населення: